# 伊犁厅

伊犁厅（伊犁办事大臣辖区）在新疆的位置（1820年）

伊犁厅，清朝时设置的厅，辖境约当今新疆维吾尔自治区伊犁地区和哈萨克斯坦东南部。
乾隆二十九年（1764年）置，治所在今新疆维吾尔自治区霍城县东南伊犁河北岸。直属甘肃省。光绪八年（1882年）迁治霍城县东南惠远乡。十年（1884年）十月改属新疆省。十四年（1888年）改置伊犁府。